# Westminster (Louisiana)
Westminster és una població dels Estats Units a l'estat de Louisiana. Segons el cens del 2000 tenia 2.515 habitants.

## Demografia
Segons el cens del 2000, Westminster tenia 2.515 habitants, 978 habitatges, i 718 famílies. La densitat de població era de 851,8 habitants/km².
Dels 978 habitatges en un 31% hi vivien nens de menys de 18 anys, en un 61,3% hi vivien parelles casades, en un 9,6% dones solteres, i en un 26,5% no eren unitats familiars. En el 22,5% dels habitatges hi vivien persones soles el 7,5% de les quals corresponia a persones de 65 anys o més que vivien soles. El nombre mitjà de persones vivint en cada habitatge era de 2,52 i el nombre mitjà de persones que vivien en cada família era de 2,96.
Per edats la població es repartia de la següent manera: un 23,8% tenia menys de 18 anys, un 6,8% entre 18 i 24, un 24,4% entre 25 i 44, un 29,9% de 45 a 60 i un 15,1% 65 anys o més.
L'edat mediana era de 42 anys. Per cada 100 dones de 18 o més anys hi havia 89 homes.
La renda mediana per habitatge era de 54.929 $ i la renda mediana per família de 70.972 $. Els homes tenien una renda mediana de 47.475 $ mentre que les dones 38.405 $. La renda per capita de la població era de 28.087 $. Entorn de l'1,9% de les famílies i l'1,9% de la població estaven per davall del llindar de pobresa.

## Poblacions més properes
El següent diagrama mostra les poblacions més properes.